# 중암중학교
중암중학교(中岩中學校)는 대한민국 서울특별시 마포구 중동에 있는 공립 중학교이다.

## 학교 연혁
- 1984년 12월 8일 : 중암중학교 설립 인가(45학급)
- 1985년 3월 1일 : 초대 김정협 교장 취임
- 1985년 3월 4일 : 제1회 입학식(남 438명, 여 438명 총 876명)
- 1988년 2월 12일 : 제1회 졸업식(남 437명, 여 437명 총 874명)
- 2014년 3월 1일 : 서울형 자유학기제 연구학교 운영
- 2015년 3월 1일 : 중1 진로탐색 집중학년제 연구학교 운영
- 2020년 9월 1일 : 제12대 박병용 교장 취임
- 2022년 1월 28일 : 제35회 졸업식(졸업생 244명, 전체누적졸업생 13,278명)
- 2022년 3월 2일 : 2022학년도 입학식(입학생 236명)

## 참고 자료
- 중암중학교 - 한국교육학술정보원 학교알리미
- 박제윤이라는 개그맨이 졸업한 장소이다
- 또 이윤건이라는 104키로그램의 거구의 남성이 졸업한 장소이기도하다